# Menophra orcina
Menophra orcina är en fjärilsart som beskrevs av Eugen Wehrli 1941. Menophra orcina ingår i släktet Menophra och familjen mätare. Inga underarter finns listade i Catalogue of Life.